# Camiña
Camiña är en kommun i Chile.   Den ligger i provinsen Provincia del Tamarugal och regionen Región de Tarapacá, i den norra delen av landet, 1 600 km norr om huvudstaden Santiago de Chile.
Trakten runt Camiña är ofruktbar med lite eller ingen växtlighet. Trakten runt Camiña är nära nog obefolkad, med mindre än två invånare per kvadratkilometer.